# Aihara Miki
Miki Aihara (相原実貴 (Tương Quyên Thực Quý) Aihara Miki) (sinh 10 tháng 6) là một tác giả manga người Nhật chuyên về thể loại shojo, được nhiều với series Hot Gimmick. Cô lần đầu ra mắt Lip Conscious! trên Betsucomi năm 1991. Miki hoạt động trên Betsucomi nhưng nhiều năm trước cô cũng hoạt động trên Cheese!. Dù không có bất kỳ tác phẩm nào của cô chuyển thể thành anime, nhưng Hot Gimmick vẫn có hai đĩa CD, một light novel ngoại truyện tên Hot Gimmick S và một phim người đóng, trong khi đó 5-ji Kara 9-ji Made cũng chuyển thành một phim truyền hình hài kịch có người đóng tên 5-ji Kara 9-ji Made: Watashi ni Koi Shita Obōsan.

## Công việc
| Năm       | Tên                        | Romaji                         |
| --------- | -------------------------- | ------------------------------ |
| 1991      | Lip・コンシャス!           | Lip Konshasu!                  |
| 1994      | 白雪姫'94                  | Shirayukihime '94              |
| 1994      | あたしについてらっしゃい   | Atashi ni Tsuiterasshai        |
| 1994      | 親にはナイショ             | Oyani wa Naisho                |
| 1995-1996 | 東京少年少女               | Tokyo Shonen Shojo             |
| 1996-1998 | So Bad!                    | Không                          |
| 1998      | 空に太陽がある限りっ。     | Sora ni Taiyou ga Arukagiri.   |
| 1999-2000 | 青天大晴                   | Seiten Taisei                  |
| 2000-2005 | ホットギミック             | Hotto Gimikku                  |
| 2004      | 10日間                     | 10 Kakan                       |
| 2004      | 先生のお気に入り！         | Sensei no Okiniiri!            |
| 2005      | ホットギミックS            | Hotto Gimikku S                |
| 2006      | 月曜日が待ち遠しい         | Getsuyoubi ga Machidoshii      |
| 2006      | 王子様の彼女               | Oujisama no Kanojo             |
| 2006      | 続・先生のお気に入り！     | Zoku Sensei no Okiniiri!       |
| 2006-2009 | ハニーハント               | Haniihanto                     |
| 2008      | 相原実貴The Best Selection | Aihara Miki The Best Selection |
| 2010-nay  | 5時から9時まで             | 5-ji Kara 9-ji Made            |